# Литкеа
Литкеа (лат. Luetkea) — монотипный род двудольных цветковых растений в составе семейства Розовые (Rosaceae).

## Название

Фёдор Петрович Литке

Род Luetkea был назван в 1832 году немецко-русским ботаником Густавом Бонгардом в честь русского мореплавателя и исследователя Арктики Фёдора Петровича Литке (1797—1882). Бонгард дал этому растение видовой эпитет sibbaldioides, что относится к некоторому сходству этого растения с родом Сиббальдия. Однако в 1814 году этот вид был описан Фредериком Пуршем под названием Saxifraga pectinata, — «камнеломка гребневидная».

## Ботаническое описание
Luetkea — карликовый полукустарник с ползучими или приподнимающимися стеблями. Листья в прикорневой розетке, дважды или трижды рассечённые на острые линейные доли, гладкие.
Цветки в кистевидном соцветии на верхушке побега. Прицветники обычно листовидные или же цельные. Чашечка разделена на 5 яйцевидных чашелистиков. Гипантий полушаровидный. Венчик белый, состоит из пяти свободных яйцевидных лепестков. Тычинки в количестве около 20. Пестики свободные, в числе от 4 до 6, с притупленным рыльцем.
Плод — листовка с кожистым околоплодником, открывающаяся по обоим швам. Семена линейно-ланцетовидной формы, узкие.

## Ареал
Luetkea pectinata распространена в горах северо-запада Северной Америки — от Аляски на севере до Орегона на юге.

## Классификация

### Синонимы
Рода:
- Eriogynia Hook., 1832

Вида:
- Eriogynia pectinata (Pursh) Hook., 1832
- Luetkea sibbaldioides Bong., 1832
- Saxifraga caespitosa A.Gray, 1870
- Saxifraga pectinata Pursh, 1814basionym
- Spiraea pectinata (Pursh) Torr. & A.Gray, 1840

|  |                                      |  |                                                             |                                                             |                   |  | ещё 8 семейств (согласно Системе APG II) | ещё 8 семейств (согласно Системе APG II)                     |                                                              |  |  |  | ещё 6 триб                                | ещё 6 триб                                |                       |  |  |  |  |
|  |                                      |  |                                                             |                                                             |                   |  | ещё 8 семейств (согласно Системе APG II) | ещё 8 семейств (согласно Системе APG II)                     |                                                              |  |  |  | ещё 6 триб                                | ещё 6 триб                                | вид Luetkea pectinata |  |  |  |  |
|  |                                      |  |                                                             | порядок Розоцветные                                         |                   |  |                                          |                                                              | подсемейство Сливовые                                        |  |  |  |                                           | род Luetkea                               |                       |  |  |  |  |
|  |                                      |  |                                                             | порядок Розоцветные                                         |                   |  |                                          |                                                              | подсемейство Сливовые                                        |  |  |  |                                           | род Luetkea                               |                       |  |  |  |  |
|  | отдел Цветковые, или Покрытосеменные |  |                                                             |                                                             | семейство Розовые |  |                                          |                                                              | триба Спирейные                                              |  |  |  |                                           |                                           |                       |  |  |  |  |
|  | отдел Цветковые, или Покрытосеменные |  |                                                             |                                                             |                   |  |                                          |                                                              |                                                              |  |  |  |                                           |                                           |                       |  |  |  |  |
|  |                                      |  | ещё 44 порядка цветковых растений (согласно Системе APG II) | ещё 44 порядка цветковых растений (согласно Системе APG II) |                   |  |                                          | подсемейства Розановые и Дриадовые (согласно Системе APG II) | подсемейства Розановые и Дриадовые (согласно Системе APG II) |  |  |  | еще 8 родов, в том числе Спирея и Сибирка | еще 8 родов, в том числе Спирея и Сибирка |                       |  |  |  |  |
|  |                                      |  |                                                             | ещё 44 порядка цветковых растений (согласно Системе APG II) |                   |  |                                          |                                                              | подсемейства Розановые и Дриадовые (согласно Системе APG II) |  |  |  |                                           | еще 8 родов, в том числе Спирея и Сибирка |                       |  |  |  |  |